# Diego Lugano
Diego Alfredo Lugano Moreno (Canelones, 2. studenog 1980.) je urugvajski umirovljeni nogometaš i bivši član urugvajske nogometne reprezentacije.

## Reprezentativni golovi
| #  | Datum               | Mjesto                                             | Protivnik | Zgoditak za | Rezultat | Natjecanje                     |
| -- | ------------------- | -------------------------------------------------- | --------- | ----------- | -------- | ------------------------------ |
| 1. | 14. lipnja 2008.    | Estadio Centenario, Montevideo, Urugvaj            | Venezuela | 1:0         | 1:1      | Kvalifikacije za SP 2010.      |
| 2. | 11. listopada 2008. | Estadio Monumental, Buenos Aires, Argentina        | Argentina | 1:2         | 1:2      | Kvalifikacije za SP 2010.      |
| 3. | 28. travnja 2009.   | Estadio Centenario, Montevideo, Urugvaj            | Paragvaj  | 2:0         | 2:0      | Kvalifikacije za SP 2010.      |
| 4. | 14. studenog 2009.  | Estadio Ricardo Saprissa Aymá, San José, Kostarika | Kostarika | 1:0         | 1:0      | Kvalifikacije za SP 2010.      |
| 5. | 29. ožujka 2011.    | Aviva Stadium, Dublin, Irska                       | Irska     | 1:0         | 3:2      | Prijateljska utakmica          |
| 6. | 2. rujna 2011.      | Stadion Metalist, Harkiv, Ukrajina                 | Ukrajina  | 2:2         | 3:2      | Prijateljska utakmica          |
| 7. | 7. listopada 2011.  | Estadio Centenario, Montevideo, Urugvaj            | Bolivija  | 2:1         | 4:2      | Kvalifikacije za SP 2014.      |
| 8. | 7. listopada 2011.  | Estadio Centenario, Montevideo, Urugvaj            | Bolivija  | 4:1         | 4:2      | Kvalifikacije za SP 2014.      |
| 9. | 20. lipnja 2013.    | Arena Fonte Nova, Salvador, Brazil                 | Nigerija  | 1:0         | 1:0      | FIFA Konfederacijski kup 2013. |

## Trofeji
- Nacional Montevideo
  - Urugvajska Primera División: (1)  2000.

- São Paulo
  - São Paulo State Championship: (1) 2005.
  - Copa Libertadores de América: (1) 2005.
  - FIFA Svjetsko klupsko prvenstvo: (1) 2005.
  - Brazilska liga: (1) 2006.

- Fenerbahçe
  - Turska Super liga: (1) 2006. – 2007.
  - Turkish Super Cup: (2) 2007. – 2008., 2008. – 2009.
  - UEFA Liga prvaka:četvrtfinale 2007. – 2008.

## Vanjske poveznice
- Informacije i bilješke o Diegu Luganu
- Football Database podaci o Diego Luganou profilu i statistici
- Informacije i fotografije Diega Lugana